# Persone di nome Alberto/Politici
| Questa pagina contiene informazioni ricavate automaticamente dalle voci biografiche con l'ausilio del template Bio e di un bot. L'aggiornamento è periodico e automatico e ricostruisce completamente la pagina. Se manca una persona in questa lista, sei pregato di non aggiungerla, ma accertati piuttosto che la sua voce biografica contenga il template Bio e che i dati anagrafici siano correttamente compilati. Se il template Bio manca, inseriscilo tu stesso o, in alternativa, metti l'avviso {{tmp\|Bio}} che ne segnala la mancanza. Se i dati riportati sono sbagliati, correggi direttamente la voce biografica; le modifiche saranno visibili in questa lista entro pochi giorni. Per chiarimenti vedi il progetto antroponimi. La lista contiene solo le 107 persone che sono citate nell'enciclopedia e per le quali è stato implementato correttamente il template Bio. Pagina aggiornata al 23 mag 2025. |

Questa è una lista di persone presenti nell'enciclopedia che hanno il nome Alberto e sono politici.

## A(9)
- Alberto Acierno, politico italiano (Palermo, n. 1960)
- Alberto Agnetti, politico italiano (Berceto, n. 1857 - Venezia, † 1927)
- Alberto Aiardi, politico italiano (Pistoia, n. 1935 - Teramo, † 2012)
- Alberto Airola, politico italiano (Moncalieri, n. 1970)
- Alberto Alemagna, politico italiano (Varese, n. 1751 - Milano, † 1828)
- Alberto Alessi, politico italiano (Caltanissetta, n. 1939 - Roma, † 2022)
- Alberto Andrade, politico peruviano (Lima, n. 1943 - Washington, † 2009)
- Alberto Arrighi, politico italiano (Lecco, n. 1968)
- Alberto da Casalodi, politico italiano (Casaloldo, † 1288)

## B(12)
- Alberto Bagagiolo, politico italiano (Venezia, n. 1907 - Venezia, † 1995)
- Alberto Balboni, politico italiano (Ferrara, n. 1959)
- Alberto Barracco, politico italiano (Isola di Capo Rizzuto, n. 1855 - Napoli, † 1909)
- Alberto Bemporad, politico italiano (Recco, n. 1913 - Genova, † 2007)
- Alberto Benedini, politico italiano (Parma, n. 1855 - † 1901)
- Alberto Bianchino, politico italiano (Castelnuovo di Ceva, n. 1951)
- Alberto Bonisoli, politico italiano (Castel d'Ario, n. 1961)
- Alberto Borciani, politico, giurista e avvocato italiano (Correggio, n. 1857 - Reggio nell'Emilia, † 1931)
- Alberto Borioni, politico italiano (Cupramontana, n. 1923 - † 1998)
- Alberto Botta, politico italiano (Como, n. 1946 - Milano, † 2011)
- Alberto Brasca, politico e dirigente sportivo italiano (Budrio, n. 1943 - Firenze, † 2023)
- Alberto Brigo, politico italiano (Pontecchio Polesine, n. 1944 - Rovigo, † 2002)

## C(12)
- Alberto Cangiano, politico italiano (Benevento, n. 1914 - † 1998)
- Alberto I Casaloldo, politico italiano
- Alberto Cavalletto, politico italiano (Padova, n. 1813 - Padova, † 1897)
- Alberto Cavalli, politico italiano (Brescia, n. 1953)
- Alberto Cecchetti, politico sammarinese (n. 1944)
- Alberto Cecchi, politico e giornalista italiano (Firenze, n. 1924 - † 2014)
- Alberto Cencelli, politico e agronomo italiano (Fabrica di Roma, n. 1860 - Fabrica di Roma, † 1924)
- Alberto Cerreti, politico italiano (Sorano, n. 1939 - Montevarchi, † 2019)
- Alberto Ciampaglia, politico italiano (Napoli, n. 1921 - Napoli, † 2011)
- Alberto Cipellini, politico e partigiano italiano (Cuneo, n. 1919 - Cuneo, † 2005)
- Alberto Cirio, politico italiano (Torino, n. 1972)
- Alberto Clarizia, politico italiano (Roma, † 2004)

## D(5)
- Alberto Dallolio, politico e storico italiano (Bologna, n. 1852 - Bologna, † 1935)
- Alberto De Martino, politico italiano (Napoli, n. 1882 - † 1956)
- Alberto Del Nero, politico italiano (Massa, n. 1918 - † 1986)
- Bobby Pacquiao, politico, ex pugile e cestista filippino (Kibawe, n. 1980)
- Alberto da Rivoli, politico italiano (Rivoli)

## F(9)
- Alberto Fermín Zubiría, politico uruguaiano (Montevideo, n. 1901 - Montevideo, † 1971)
- Alberto Fernández, politico e avvocato argentino (Buenos Aires, n. 1959)
- Alberto Ferrandi, politico italiano (Rovereto, n. 1941 - Trento, † 2024)
- Alberto Filippi, politico italiano (Vicenza, n. 1966)
- Alberto Fluvi, politico italiano (Empoli, n. 1958)
- Alberto Fogagnolo, politico italiano (Borsea, n. 1893 - † 1952)
- Alberto Folchi, politico italiano (Roma, n. 1897 - Grottaferrata, † 1977)
- Alberto Frizziero, politico, giornalista e imprenditore italiano (Chioggia, n. 1936 - Sondrio, † 2024)
- Alberto Fujimori, politico peruviano (Lima, n. 1938 - Lima, † 2024)

## G(12)
- Alberto Gagliardi, politico italiano (Genova, n. 1946)
- Alberto Garzón, politico e economista spagnolo (Logroño, n. 1985)
- Alberto Gattoni, politico italiano (Portici, n. 1911 - Roma, † 1988)
- Alberto Geremicca, politico e giornalista italiano (Napoli, n. 1863 - Sarno, † 1943)
- Alberto Ghergo, politico italiano (Roma, n. 1915 - Roma, † 1986)
- Alberto Giomo, politico italiano (Milano, n. 1917 - † 1977)
- Alberto Giorgetti, politico italiano (Verona, n. 1967)
- Alberto Giovannini, politico e economista italiano (Bologna, n. 1882 - Bologna, † 1969)
- Alberto Goldman, politico brasiliano (San Paolo, n. 1937 - San Paolo, † 2019)
- Alberto Gonzales, politico statunitense (San Antonio, n. 1955)
- Alberto Guidi, politico italiano (Firenze, n. 1916 - † 1973)
- Alberto Gusmeroli, politico italiano (Varese, n. 1961)

## H(1)
- Alberto Héber Usher, politico uruguaiano (Montevideo, n. 1918 - Montevideo, † 1981)

## L(2)
- Alberto La Pegna, politico e avvocato italiano (Napoli, n. 1873)
- Alberto Losacco, politico italiano (Brindisi, n. 1970)

## M(8)
- Alberto Malagugini, politico e avvocato italiano (Pavia, n. 1915 - Milano, † 1988)
- Alberto Manca, politico italiano (Nuoro, n. 1983)
- Alberto Manchinu, politico italiano (Volterra, n. 1939)
- Alberto Mario Marcucci, politico e avvocato italiano (Rieti, n. 1887)
- Alberto Massucco, politico italiano (Cuorgnè, n. 1949)
- Alberto Monaci, politico italiano (Asciano, n. 1941 - Siena, † 2024)
- Alberto Montecuccoli-Laderchi, politico e diplomatico austriaco (Vienna, n. 1802 - Vienna, † 1852)
- Alberto Monticone, politico, storico e saggista italiano (Sommariva Perno, n. 1931)

## N(3)
- Alberto Natusch Busch, politico e militare boliviano (Riberalta, n. 1933 - Santa Cruz de la Sierra, † 1994)
- Alberto Nigra, politico italiano (Torino, n. 1964)
- Alberto Núñez Feijóo, politico spagnolo (Ourense, n. 1961)

## O(1)
- Alberto Oliart, politico, avvocato e funzionario spagnolo (Merida, n. 1928 - Madrid, † 2021)

## P(6)
- Alberto Pacher, politico italiano (Trento, n. 1956)
- Alberto Pagani, politico italiano (Alfonsine, n. 1971)
- Al Palladini, politico italiano (Prossedi, n. 1943 - Acapulco, † 2001)
- Alberto Pandolfo, politico italiano (Genova, n. 1985)
- Alberto III Pio di Savoia, politico (Carpi, n. 1475 - Parigi, † 1531)
- Alberto Presutti, politico, medico e chirurgo italiano (Trasacco, n. 1937 - Avezzano, † 2013)

## R(6)
- Alberto Ribolla, politico italiano (Bergamo, n. 1984)
- Alberto Ricevuti, politico italiano (Pavia, n. 1911)
- Albert Rivera, politico spagnolo (Barcellona, n. 1979)
- Alberto Robol, politico italiano (Riva del Garda, n. 1945 - Trento, † 2024)
- Alberto Rossi, politico italiano (Vigasio, n. 1943)
- Alberto Ruiz-Gallardón, politico spagnolo (Madrid, n. 1958)

## S(9)
- Alberto Rodríguez Saá, politico argentino (San Luis, n. 1949)
- Alberto Segalini, politico italiano (Lodi, n. 1955)
- Alberto Selva, politico, insegnante e avvocato sammarinese (Città di San Marino, n. 1964)
- Alberto Servidio, politico italiano (San Martino Valle Caudina, n. 1930 - Roma, † 2017)
- Alberto Simeone, politico e avvocato italiano (Castelpoto, n. 1943 - Latina, † 2016)
- Alberto Simonini, politico italiano (Reggio Emilia, n. 1896 - Strasburgo, † 1960)
- Alberto Spigaroli, politico italiano (Besenzone, n. 1922 - Roma, † 2014)
- Alberto Stefani, politico italiano (Camposampiero, n. 1992)
- Alberto Stefani, politico svizzero (Giornico, n. 1918 - Giornico, † 2006)

## T(6)
- Alberto Teardo, politico italiano (Venezia, n. 1937)
- Alberto Tedesco, politico italiano (Bari, n. 1949)
- Alberto Todros, politico italiano (Pantelleria, n. 1920 - Torino, † 2003)
- Alberto Torazzi, politico italiano (Milano, n. 1963)
- Alberto Treves de Bonfili, politico e banchiere italiano (Padova, n. 1855 - Venezia, † 1921)
- Alberto Tridente, politico e sindacalista italiano (Venaria Reale, n. 1932 - Torino, † 2012)

## U(1)
- Alberto Ullastres, politico e ambasciatore spagnolo (Madrid, n. 1914 - Madrid, † 2001)

## V(3)
- Alberto Valmaggia, politico italiano (Cuneo, n. 1959)
- Alberto Vaquina, politico mozambicano (Nampula, n. 1961)
- Alberto Verdi, politico e avvocato italiano (Cento, n. 1888 - † 1962)

## Z(2)
- Alberto Zolezzi, politico italiano (Lavagna, n. 1974)
- Alberto Zorzoli, politico italiano (Milano, n. 1943)